# Parque da Fonte Lima
O Parque da Fonte Lima situado na freguesia de Santa Bárbara na Lourinhã (Portugal) foi inaugurado no dia de 26 de Setembro de 1999 e é desde então considerado um ex-libris local. 
O parque foi construído em torno de uma fonte natural na qual, até aos dias de hoje, se pode abastecer água pois a sua qualidade é potável e apropriada para consumo.
É constituído por uma área verdejante de 10.000 m² e disponibiliza um conjunto de equipamentos como um parque de merendas, um parque infantil, um café, acesso a pessoas com mobilidade reduzida e casas de banho.
O Parque da Fonte Lima oferece aos visitantes as melhores condições para desfrutar de agradáveis momentos de repouso e lazer entre o verde do campo, os lagos e cascatas e a excelente vista panorâmica.
Neste espaço são habitualmente realizadas festas privadas e de aniversário bem como casamentos e baptizados.
Para efectuar reservas, contactar a Junta de Freguesia de Santa Bárbara que prestará todo o serviço e esclarecimento necessário.
Telefone: 261 461 006
Email: geral@jf-santabarbara.pt
Site http://www.jf-santabarbara.pt/
Facebook  www.facebook.com/jf.santabarbara.lnh